# Konstantin Aleksandrovič Fedin
Konstantin Aleksandrovič Fedin (Saratov, 1892 – Mosca, 1977) è stato uno scrittore sovietico.
Oscillante in gioventù tra l'influenza di Bunin e l'avanguardia e dopo alcune novelle diede la sua opera migliore con La città e gli anni, del 1924, un romanzo tecnicamente nuovo sulla Russia e sulla rivoluzione russa.
I suoi romanzi successivi segnarono un graduale ritorno ai modi narrativi tradizionali.
Nel romanzo in due volumi Il ratto d'Europa (1934 - 35) l'autore mette a confronto il crollo dell'Occidente causato dalla crisi del '29 con il contemporaneo sviluppo economico del sistema vigente nell'Unione Sovietica durante i due primi piani quinquennali, attraverso i due personaggi protagonisti, il ricco olandese Philip van Rossoem, proprietario di una concessione di boschi in Russia e Ivan Rogov, tipico rappresentante del nuovo intellettuale socialista zdanoviano. 
Dal 1959 fino alla morte fece parte della direzione dell'Unione degli Scrittori Sovietici.

## Opere
- I fratelli
- Il ratto d'Europa
- Il sanatorio Arktur
- Trilogia - 
  - Prime gioie
  - Un'estate straordinaria
  - Il Falò